# Neckar-Korps (1849)
Das Neckar-Korps war ein Großverband des Heeres des Deutschen Bundes. Eigens zur Niederschlagung der badischen Revolution gebildet, bestand es aus Kontingenten verschiedener Einzelstaaten unter dem Kommando des preußischen Generals Eduard von Peucker.

## Geschichte

### Vorgeschichte
Am 11. Mai 1849 meuterte die Besatzung der badischen Festung Rastatt, der sich innerhalb von zwei Tagen sämtliche badischen Truppen anschlossen. Großherzog Leopold floh mit Familie und Regierung in die Bundesfestung Mainz und ersuchte den Deutschen Bund um Hilfe. In der bayerischen Pfalz war am 17. Mai 1849 eine Provisorische Regierung gebildet worden. Am 4. Juni 1849 bat Bayern Preußen um militärische Unterstützung „zur Wiederherstellung der Ruhe und Ordnung in der Pfalz“.

### Aufstellung
Am 10. Juni 1849 wurden u. a. Kontingente folgender Bundesstaaten im Neckar-Korps zusammengefasst:
- Königreich Württemberg
- Großherzogtum Hessen
- Großherzogtum Mecklenburg
- Herzogtum Nassau
- Kurfürstentum Hessen

Preußen und Bayern stellten jeweils nur ein Bataillon, da sie improvisierte eigene Korps zum Einsatz brachten: Das westfränkische Korps der bayerischen Armee unter Generalleutnant Karl Theodor von Thurn und Taxis und die zwei Armeekorps der preußischen Operationsarmee unter dem Oberbefehl des Prinzen von Preußen.
- Preußen
- Königreich Bayern

Außerdem waren noch kleine Kontingente der Stadt Frankfurt und der Fürstentümer Hohenzollern und Liechtenstein aufgeboten.
Nach dem Sieg über die Revolutionäre wurde das Korps am 28. August 1849 aufgelöst.

### Teilnahme an Gefechten und Kampfhandlungen
Das Neckar-Korps bildete den linken Flügel der Bundesarmee. Diese begann am 13. Juni 1849 mit ihrer Intervention. Geplant war, mit dem Ersten Korps unter Moritz von Hirschfeld die Pfalz zu besetzen und den Rhein zu überschreiten und dann mit allen Kräften die Revolutionäre zwischen Rhein und Neckar einzuschließen.
Das Neckar-Korps sollte am 15. Juni Hirschhorn und Weinheim einnehmen. Nach einem Gefecht bei Käfertal (Mannheim) zog sich die Bundesarmee auf eine Linie Viernheim – Heddesheim – Großsachsen – Beerfelden zurück. Inzwischen hatte das Erste Korps die Pfalz erobert, am 15. Juni Ludwigshafen besetzt und am 20. Juni den Rhein bei Germersheim überschritten. Der Vormarsch der übrigen Kräfte verzögerte sich. Das Neckar-Korps rückte entlang der Bergstraße über Laudenbach und Hemsbach (jeweils Gefechte) an den Neckar vor. Bei Ladenburg überschritt es erst nach heftigen Kämpfen, bei denen die Revolutionäre die Stadt zunächst zurückerobern konnten und so den Rückzug der Revolutionsarmee unter General Mieroslawski deckten, den Neckar, besetzte Heidelberg und rückte weiter durch den Odenwald (Gefecht bei Hirschhorn) nach Süden durch den nördlichen Schwarzwald vor.

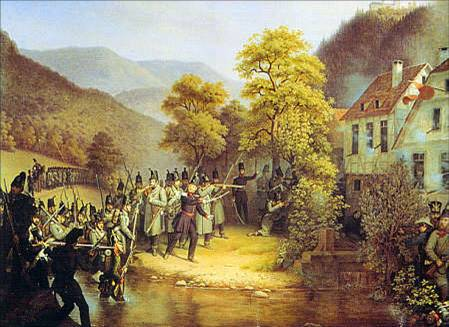
Württembergische Truppen im Gefecht in Gernsbach

Die Revolutionsarmee konnte das Erste Korps im Gefecht bei Waghäusel nicht stoppen. Mieroslawski gab darauf am 22. Juni den Befehl zum Rückzug nach Mittelbaden und einer Verteidigungslinie entlang der Murg, der sogenannten Murglinie. Nach dem verlorenen Gefecht bei Muggensturm verschanzte sich ein Teil der Revolutionsarmee in der Festung Rastatt, die das Zweite preußische Korps unter Karl von der Groeben einschloss, andere Teile zogen sich vor Hirschfeld auf Freiburg im Breisgau bzw. in den Schwarzwald zurück. Diesen folgte das Neckar-Korps Korps durch das Albtal. Bei Kuppenheim und Gernsbach kam es zu den letzten Kämpfen. Bei dem Gefecht in Gernsbach am 29./30. Juni wurde General Peucker verwundet. Das Neckar-Korps verfolgte die Reste der revolutionären Truppen bis nach Konstanz, wo diese am 12. Juli die Grenze zur Schweiz überschritten und um Asyl baten.
Nach dreiwöchiger Belagerung kapitulierte Rastatt unter Major Gustav Tiedemann am 23. Juli vor den preußischen Truppen.

## Organisation

### Verbandszugehörigkeit
Das Korps bildete zusammen mit dem Ersten und Zweiten preußischen Korps die Bundesarmee unter dem Prinzen von Preußen.

### Gliederung
Zum Neckar-Korps gehörten
- Vorhut (Generalmajor Wachter), zunächst in Heppenheim

kombiniertes württembergisches Regiment (I. Bataillon des 8. Infanterie-Regiments und das II. Bataillon des 4. Infanterie-Regiments),
großherzoglich hessisches 2. Infanterie-Regiment,
zwei Kompanien Jäger des Großherzogtums Mecklenburg,
zwei Schwadronen hessische Chevauxlegers,
ein Pionier-Detachement
sechs Geschütze
- Gros (Generalmajor Schäffer-Bernstein), zunächst in Bensheim

1. Brigade
- großherzoglich hessisches 1. Infanterie-Regiment,
- großherzoglich hessisches 4. Infanterie-Regiment,
- eine Schwadron des 1. Großherzoglich Mecklenburgischen Dragoner-Regiments,
- vier Geschütze.

2. Brigade
- ein Bataillon des Großherzoglich Mecklenburgischen Grenadier-Regiments,
- ein Musketier-Bataillon des Großherzoglich Mecklenburgischen Füsilier-Regiments,
- ein königlich bayerisches Jäger-Bataillon,
- ein Bataillon des hessischen 3. Infanterie-Regiments
- eine Schwadron großherzoglich mecklenburgische Dragoner,
- vier Geschütze.

- Reserve (Generalmajor von Bechtold), zunächst in Auerbach

herzoglich nassauisches kombiniertes Infanterieregiment (mit Bataillon „Hohenzollern-Liechtenstein“),
ein Bataillon des preußischen Füsilier-Regiment „General-Feldmarschall Graf Moltke“ (Schlesisches) Nr. 38,
ein Bataillon des hessischen 3. Infanterie-Regiments,
das Bataillon der Frankfurter Linieninfanterie,
zwei Schwadronen hessische Chevauxlegers,
zwei Schwadronen großherzoglich mecklenburgische Dragoner,
sechs Geschütze.
- Seitendetachement, zunächst im Odenwald

ein Bataillon,
eine Schwadron,
zwei Geschütze.
Stärke des Korps insgesamt 19½ Bataillone, 9 Schwadronen, 22 Geschütze, 400 Offiziere, 17.939 Mann.

### Kommandeur
Preußischer Generalleutnant Eduard von Peucker, Adjutant preußischer Major Ferdinand du Hall